# Iglesia de San Juan Bautista (Yaroslavl)
La Iglesia de San Juan Bautista (en ruso: Церковь Иоанна Предтечи) se localiza en Yaroslavl, Rusia, y es considerada como la cumbre de la escuela de arquitectura de Yaroslavl. Fue construida entre 1671 y 1687 en la orilla del río Kotorosl en el sloboda Tolchkovo (distrito), que en ese momento era la parte más grande y más rica de la ciudad.
Sus paredes y cúpula están cubiertas con tejas con vitrales; quince bóvedas del templo se reúnen en tres grupos. El campanario de 45 metros de alto fue construido después de la propia iglesia, a mediados de la década de 1690.
Todo el interior está cubierto de frescos que representan santos cristianos, San Juan Bautista y temas bíblicos.